# Yves-Marie Vérove
Pour les articles homonymes, voir Vérove.
Yves-Marie Vérove, né le 22 octobre 1949 à Grand-Fort-Philippe (Nord) et mort le 5 juin 2022 à Brest, est un joueur puis entraîneur français de basket-ball.

## Biographie
Yves-Marie Vérove a vécu toute son enfance à Grand-Fort-Philippe (Nord). 
En 1968, il joue dans l’équipe locale qui évolue en fédéral, Grand Fort Philippe. Sollicité pour venir à AS Berck, il accepte car il souhaite avant tout gravir les échelons dans la hiérarchie du basket-ball et il y reste de 1969 à 1976 où il est deux fois champion de France et demi-finaliste de la Coupe d'Europe des Clubs Champions.
Puis durant trois saisons, Yves-Marie Vérove porte le maillot de Caen. Avec le Caen BC, Yves-Marie Vérove joue le podium de la N1 sans pour autant décrocher un titre. Il aura fallu de peu pour que le Caen BC remporte le championnat de France lors de la saison 1978-1979. Vérove s'affirme comme un des leaders de cette équipe.
Après son aventure normande, les dirigeants du Cercle Saint-Pierre réussissent à faire un grand coup sur le marché des transferts à l'aube de la saison 1979-1980. Il connaît avec Limoges une première saison difficile (1979-1980) puis deux saisons bien meilleures. La dernière saison du meneur du nord de la France sous le maillot du Limoges CSP lui permet de remporter la coupe Korać à Padoue (1982) et de finir vice-champion de France.
Sa carrière d'entraîneur-joueur commence en 1984, dans son ancien club, l'AS Berck. Il part ensuite à Ajaccio et enfin à Brest en tant qu'entraîneur uniquement. Il reste 10 années comme entraîneur de l’Étendard de Brest et réussit à faire monter ce club en Pro A avant de laisser sa place à Ron Stewart en 2006.

### Famille
Yves-Marie Vérove est le père des joueurs de basket-ball Jimmy Vérove et Franck Vérove.

## Carrière
- 1969-1974 Joueur à l'AS Berck

Champion de France N1 1972-1973
Champion de France N1 1973-1974
1/2 finaliste de la Coupe d'Europe clubs champions 1974-1975
- 1974-1979 Joueur à Caen

1/2 finaliste Coupe des coupes 1977-1978
1/2 finaliste Coupe des coupes 1978-1979
- 1979-1983 Joueur au CSP Limoges

Vainqueur de la Coupe Korać 1982
Vainqueur de la Coupe de la Fédération : 1982
- 1983-1990 Entraîneur Joueur à l'AS Berck

- 1990-1995 Entraîneur Joueur à Ajaccio

Vice-champion olympique des vétérans (1991)
- 1995-2005 Entraîneur à l'Étendard de Brest

1/4 de finale Play-offs de Pro B 2000-2001
1/4 de finale Play-offs de Pro B 2003-2004
Champion de France Pro B 2004-2005
Vainqueur des Play-offs Pro B 2004-2005

## Palmarès
- 1972 : Tournoi pré-olympique (Pays-Bas)
- 1973 : Champion de France (Berck)
- 1974 : Demi-finaliste de la coupe d'Europe des clubs champions (Berck)
- 1974 : Champion de France (Berck)
- 1983 : Vainqueur de la Coupe Korać (Limoges)
- 2005 : Champion de France de Pro B (Brest)

## Sélections
- France A : 38 Sélections en Équipe de France